# Prêmio Emmy Internacional de melhor programa infantojuvenil
O Prêmio Emmy Internacional de melhor programa infantojuvenil é uma extinta categoria do Emmy Internacional que premiava programas infantis produzidos para a televisão, que tenham sido produzidos e exibidos inicialmente fora dos Estados Unidos. O prêmio foi entregue até 2011 na tardicional cerimônia do Emmy Internacional. Com a criação do Emmy Kids, a categoria foi reformulada e incorporada a nova premiação.

## Vencedores
Até 2011, o Emmy Internacional para melhor programa infantojuvenil fazia parte das categorias tradicionais do International Emmy Awards.D Com a criação dos  International Emmy Kids Awards, a categoria foi reformulada.
| Ano  | Vencedor                                  | País        | Companhia produtora                                       | Emissora            | Destinatário(s)                |
| ---- | ----------------------------------------- | ----------- | --------------------------------------------------------- | ------------------- | ------------------------------ |
| 1983 | Fraggle Rock, a Rocha Encantada           | Canada      | The Jim Henson Company                                    | CBC                 | Jim Henson                     |
| 1984 | O Vento nos Salgueiros                    | Reino Unido | Cosgrove Hall Films                                       | Thames TV           | Mark Hall, Chris Taylor        |
| 1985 | Super Gran                                | Reino Unido | ITV Tyne Tees                                             | ITV                 | Jenny McDade                   |
| 1986 | The Kids of Degrassi Street               | Canada      | Playing With Time Inc.                                    | CBC                 | Linda Schuyler                 |
| 1987 | Degrassi High                             | Canada      | Playing With Time Inc.                                    | CBC                 | Linda Schuyler, Kit Hood       |
| 1988 | Touch the Sun                             | Austrália   | Australian Children's TV Foundation                       | ABC                 | Esben Storm                    |
| 1989 | My Secret Identity                        | Canada      | Sunrise Films/Scholastic Productions/Universal Television | CTV                 | Fred Fox Jr., Brian Levant     |
| 1990 | Living with Dinosaurs                     | Reino Unido | The Jim Henson Company                                    | Channel 4           | Paul Weiland                   |
| 1991 | The Fool of the World and the Flying Ship | Reino Unido | Cosgrove Hall Productions                                 | Thames TV           | Francis Vose                   |
| 1992 | Beat That                                 | Reino Unido |                                                           | Channel 4           |                                |
| 1992 | Sorrow: The Nazi Legacy                   | Suécia      | Lidingö Film Point/SAF                                    | Filmpoint Stockholm | Gregor Nowinski                |
| 1993 |                                           |             |                                                           |                     |                                |
| 1994 | Insektors                                 | França      | Studio Fantome                                            | Canal+/France 3     | Georges LaCroix/Renato LaCroix |
| 1995 | Wise Up (copilação)                       | Reino Unido | Carlton Productions                                       | Channel 4           |                                |
| 1996 |                                           | Reino Unido | BBC Television Children's Newsreel                        | BBC                 | Edward Barnes/John Craven      |
| 1997 | Wise Up                                   | Reino Unido | Carlton Productions                                       | Channel 4           |                                |
| 1998 | Blabbermouth & Stickybeak                 | Reino Unido | Double Exposure, Inc.                                     | Channel 4           | Julian Kemp                    |
| 1999 | Tell Us About Your Life                   | Japão       | Tokyo Video Center, Inc.                                  | NHK                 |                                |
| 2000 | The Magician's House                      | Reino Unido | Forefront Entertainment/Kudos Productions                 | BBC Wales           | Paul Lynch                     |
| 2001 | Street Cents                              | Canada      | CBC                                                       | CBC                 | John Nowlan                    |
| 2002 | Stig of the Dump                          | Reino Unido | Childsplay                                                | BBC One             | John Hay                       |
| 2003 | Legend of the Lost Tribe                  | Reino Unido | BBC Animation Unit                                        | BBC                 | Peter Peake                    |
| 2004 | Uma Sombra Passou por aqui                | Reino Unido | Granada Television                                        | Channel 4           | Cilla Ware                     |
| 2005 | Dark Oracle                               | Canada      | Shaftesbury Films                                         | YTV                 | Jana Sinyor                    |
| 2006 | Sugar Rush                                | Reino Unido | Shine Limited                                             | Channel 4           | Katie Baxendale                |
| 2007 | A Árvore Mágica                           | Polônia     | Telewizja Polska                                          | TVP SA              | Andrzej Maleszka               |
| 2008 | Shaun the Sheep                           | Reino Unido | Aardman Animations                                        | BBC                 | Richard Starzak                |
| 2009 | Dustbin Baby                              | Reino Unido | Kindle Entertainment                                      | BBC                 | Helen Blakeman                 |
| 2010 | Shaun the Sheep                           | Reino Unido | Aardman Animations                                        | BBC                 | Richard Starzak                |
| 2011 | ¿Con qué sueñas?                          | Chile       | Mi chica producciones                                     | TVN                 | Paula Gomez Vera               |